# Trpeze
Trpeze (cyr. Трпезе) – wieś w Serbii, w okręgu toplickim, w gminie Kuršumlija. W 2011 roku liczyła 23 mieszkańców.